# Pier Luigi Nervi
Pier Luigi Nervi   (Sondrio, 21 de juny de 1891 - Roma, 9 de gener de 1979) va ser un arquitecte i enginyer italià. Va estudiar a l'escola d'enginyeria civil de la Universitat de Bolonya i va exercir com a professor d'enginyeria a la Universitat de Roma entre 1946 i 1961. Destacà pels seus dissenys com a enginyer estructural i l'ús innovador del formigó armat. És un dels màxims exponents del moviment de l'arquitectura racionalista entre els anys 20 i 30 del segle xx.
Entre les seves obres destaquen l'Estadi Artemio Franchi (1930-32) que ha esdevingut un model per estadis arreu del món. Entre 1948 i 1949 va dissenyar el Palau d'Exposicions de Torí, on va aprofundir en l'ús les peces seriades de formigó, en el que es convertiria en una de les obres més importants de l'arquitectura europea de la postguerra juntament amb el Palazzo dello Sport de Roma (1957). La preocupació pel cost de les construccions el portà a experimentar amb sistemes de prefabricació in situ com el ferrociment.
Va col·laborar en la construcció de l'edifici de la UNESCO de París (1953-57), i dissenyà dels càlculs de la Torre Pirelli de Milà (1958).